# Мумпф
Мумпф (нем. Mumpf) — коммуна в Швейцарии, в кантоне Аргау.
Входит в состав округа Рейнфельден.  Население составляет 1270 человек (на 31 декабря 2007 года). Официальный код  —  4255.